# Альберт Ганценмюллер
Альберт Ганценмюллер (нім. Albert Ganzenmüller; 25 лютого 1905, Пассау — 20 березня 1996, Мюнхен) — німецький інженер, доктор інженерних наук, бригадефюрер СА. Кавалер Лицарського хреста Хреста Воєнних заслуг з мечами.

## Біографія
Учасник Пивного путчу. З 1928 року працював в Імперській залізниці. 1 квітня 1931 року вступив в НСДАП (квиток №483 916), 1 вересня — в СА. З 1937 року працював в залізничному відділі Імперського міністерства транспорту. З 16 лютого 1942 року — комісар Імперської залізниці в головній залізничній дирекції «Схід». З 27 травня 1942 року — статс-секретар Імперського міністерства транспорту.
В 1945 році переїхав а Аргентину, де став залізничним консультантом. В 1955 році повернувся в Німеччину і став транспортним спеціалістом компанії Hoesch AG в Дортмунді. 1 квітня 1968 року вийшов на пенсію.
В 1969/70 роках провів 2 місяці в ув'язненні за звинуваченням в «пособництві вбивствам і позбавленню волі з частковим летальним результатом при виконанні службових обов'язків» (постачання СС поїздами, які використовувались для транспортування євреїв в табори смерті). Звільнений під заставу в розмірі 300 000 марок. В 1973 році знову постав перед судом, проте 29 квітня в Ганценмюллера відбувся серцевий напад, тому процес призупинили. 2 березня 1977 року справу остаточно закрили через нестачу доказів.

## Звання
- Радник Імперської залізниці (1 квітня 1934)
- Старший урядовий радник (1 жовтня 1938)
- Президент відділу (1 жовтня 1940)
- Віце-президент Імперської залізниці (6 жовтня 1941)
- Оберфюрер СА (30 січня 1942)
- Бригадефюрер СА (9 листопада 1942)

## Нагороди
- Орден крові (№1 411 933; 1933)
- Німецька імперська відзнака за фізичну підготовку в сріблі
- Пам'ятна Олімпійська медаль
- Золотий партійний знак НСДАП
- Золотий почесний знак Гітлер'югенду з дубовим листям
- Хрест Воєнних заслуг 2-го і 1-го класу з мечами
- Лицарський хрест Хреста Воєнних заслуг з мечами (18 вересня 1943) — вручений особисто Адольфом Гітлером.